# Eleição municipal de Chapecó em 2016
A eleição municipal de Chapecó em 2016 foi realizada para eleger um prefeito, um vice-prefeito e 21 vereadores no município de Chapecó, no estado brasileiro de Santa Catarina. Foram eleitos ) e  para os cargos de prefeito(a) e vice-prefeito(a), respectivamente.
Seguindo a Constituição, os candidatos são eleitos para um mandato de quatro anos a se iniciar em 1º de janeiro de 2017. A decisão para os cargos da administração municipal, segundo o Tribunal Superior Eleitoral, contou com 140 526 eleitores aptos e 21 245 abstenções, de forma que 15.12% do eleitorado não compareceu às urnas naquele turno.

## Resultados

### Eleição municipal de Chapecó em 2016 para Prefeito
A eleição para prefeito contou com 3 candidatos em 2016: Cesar Antonio Valduga do Partido Comunista do Brasil, Luciane Carminatti do Partido dos Trabalhadores, Luciano José Buligon do Partido Socialista Brasileiro que obtiveram, respectivamente, 17 112, 23 852, 66 107 votos. O Tribunal Superior Eleitoral também contabilizou 15.12% de abstenções nesse turno. 
| Candidato(a)                  | Vice                   | Coligação                                                                                      | Votos recebidos | Percentual |
| ----------------------------- | ---------------------- | ---------------------------------------------------------------------------------------------- | --------------- | ---------- |
| Luciano José Buligon (PSB)    | Élio Francisco Cella   | Somos Todos Chapecó PSB - PR - PSD - PSDB - DEM - PTB - PSL - PRB - PMN - PP - PROS - PEN - SD | 66107           | 61.74%     |
| Luciane Carminatti (PT)       | Gui Pereira dos Santos | Chapeco Pode Mais PT - PDT - PTdoB - PV - PTN - PTC - PSDC - REDE - PSC - PPL                  | 23852           | 22.28%     |
| Cesar Antonio Valduga (PCdoB) | Gilberto Luiz Agnolin  | Chapecó Novos Tempos PCdoB - PMDB                                                              | 17112           | 15.98%     |

### Eleição municipal de Chapecó em 2016 para Vereador
Na decisão para o cargo de vereador na eleição municipal de 2016, foram eleitos 21 vereadores com um total de 108 327 votos válidos. O Tribunal Superior Eleitoral contabilizou 6 574 votos em branco e 4 380 votos nulos. De um total de 140 526 eleitores aptos, 21 245 (15.12%) não compareceram às urnas .
| Nome                               | Partido político                               | Coligação                                 | Votos recebidos | Percentual |
| ---------------------------------- | ---------------------------------------------- | ----------------------------------------- | --------------- | ---------- |
| Cleidenara Maria Mohr Weirich      | Partido Social Democrático (PSD)               | Todos por Chapecó                         | 6371            | 5.88%      |
| João Maria Marques Rosa            | Partido Socialista Brasileiro (PSB)            | Todos por Chapecó                         | 4129            | 3.81%      |
| Astrit Maria Savaris Tozzo         | Partido Social Democrático (PSD)               | Todos por Chapecó                         | 3534            | 3.26%      |
| Aderbal Antonio Pedroso da Silva   | Partido Social Democrático (PSD)               | Todos por Chapecó                         | 3367            | 3.11%      |
| Luiz Paulo Cararo                  | Partido Social Democrático (PSD)               | Todos por Chapecó                         | 3317            | 3.06%      |
| Valdemir Antonio Stobe             | Partido Trabalhista Brasileiro (PTB)           | Todos por Chapecó                         | 3279            | 3.03%      |
| Ivaldo Pizzinatto                  | Partido Social Democrático (PSD)               | Todos por Chapecó                         | 3112            | 2.87%      |
| Cleiton Marcio Fossa               | Movimento Democrático Brasileiro (MDB)         | Chapecó Novos Tempos                      | 2919            | 2.69%      |
| Neuri Luiz Mantelli                | Partido Republicano Brasileiro (PRB)           | Todos por Chapecó                         | 2783            | 2.57%      |
| Claimar Cesar de Conto             | Progressistas (PP)                             | Mais Chapecó                              | 2604            | 2.4%       |
| Valmor Júnior Scolari              | Partido Social Democrático (PSD)               | Todos por Chapecó                         | 2555            | 2.36%      |
| Marcilei Andrea Pezenatto Vignatti | Partido dos Trabalhadores (PT)                 | Partido dos Trabalhadores (sem coligação) | 2535            | 2.34%      |
| Itamar Antonio Agnoletto           | Partido da Social Democracia Brasileira (PSDB) | Todos por Chapecó                         | 2297            | 2.12%      |
| Marcio Ernani Sander               | Partido da República (PR)                      | Todos por Chapecó                         | 2296            | 2.12%      |
| Ildo Adão Antonini                 | Democratas (DEM)                               | Todos por Chapecó                         | 2099            | 1.94%      |
| Cleber Ceccon                      | Partido dos Trabalhadores (PT)                 | Partido dos Trabalhadores (sem coligação) | 2061            | 1.9%       |
| Arestide Fidélis                   | Partido Socialista Brasileiro (PSB)            | Todos por Chapecó                         | 2059            | 1.9%       |
| Diego Fernando Alves               | Progressistas (PP)                             | Mais Chapecó                              | 1957            | 1.81%      |
| João Luis Siqueira                 | Progressistas (PP)                             | Mais Chapecó                              | 1693            | 1.56%      |
| Derli Maier                        | Movimento Democrático Brasileiro (MDB)         | Chapecó Novos Tempos                      | 1622            | 1.5%       |
| Jatir Jose Balbinot                | Partido Democrático Trabalhista (PDT)          | Coligação do Bem                          | 997             | 0.92%      |